# لاس باتروناس

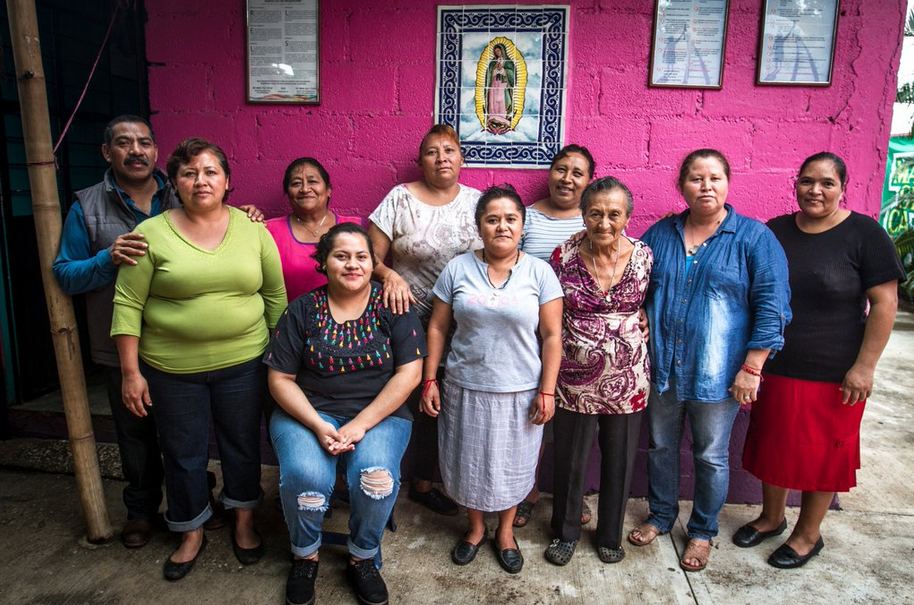
الرئيسات

لاس باتروناس (بالإنجليزية : Las Patronas وتعني الرئيسات)  هن مجموعة من النساء المتطوعات يمثلون المجتمع الرئيسي في مدينة غوادالوبي (لا باترونا) التابعة لبلدية إماتلان دي لوس ريس، بولاية فيراكروز، واللواتي كن يوفرن الغذاء و المساعدات للمهاجرين غير الشرعيين خلال طريقهم ب فيراكروز منذ عام 1995. وبسبب عملهم الذؤوب ودفاعهم المتواصل عن حقوق المهاجرين حصلن على العديد من الجوائز، كالجائزة الوطنية لحقوق الإنسان بالمكسيك عام 2013.
في أغسطس 2015 تم ترشيحهن لجائزة أميرة أستورياس، بعد حملة جمعت أكثر من 50000 توقيع لدعمهم.